# Schalksburg (Oderwald)
Die Schalksburg, auch Schalkerburg, ist eine abgegangene Höhenburg auf der Westseite des Oderwalds etwa 160 m ü. NHN auf einem gegen Osten ansteigenden Gelände. Es handelt sich um eine große Wallanlage, die östlich des Ortes Groß Flöthe in der Nähe von Wolfenbüttel in Niedersachsen liegt.

## Burganlage

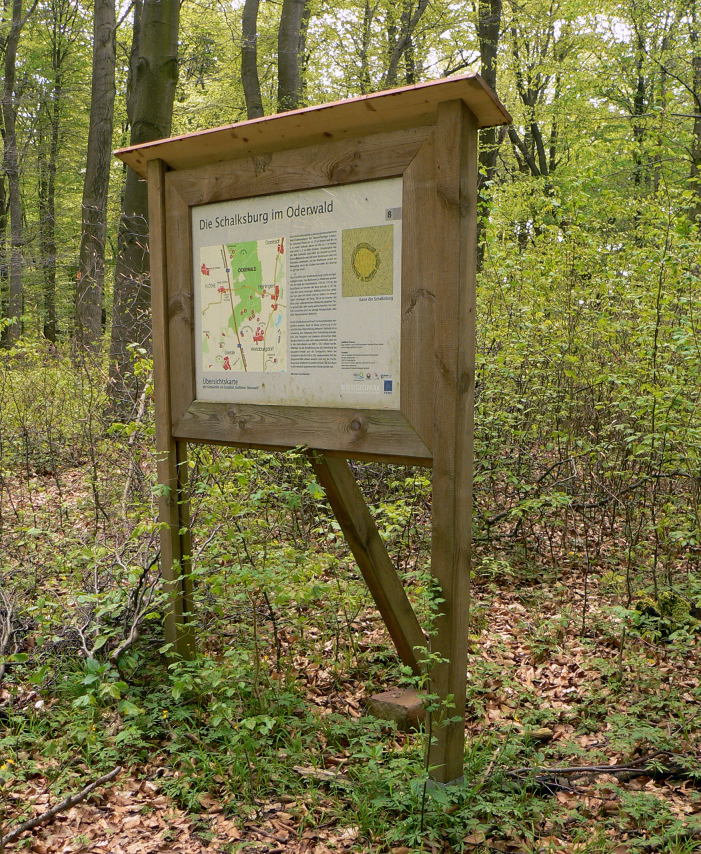
Infotafel am Burgwall

Die Überreste der ca. 100 × 105 m großen Wallburg bestehen aus einem ca. 10 m breiten und noch 2 m hohen Wall mit einem vorgelagerten Graben von 6–7 m Breite bei heute max. 1,5 m Tiefe. Von den sechs heutigen Durchlässen können die beiden im Westen und Süden die ursprünglichen Tore sein.
Vor 150 Jahren waren noch Spuren von Mauerwerk im Inneren erkennbar und ein Brunnen lag in der Mitte der Anlage. Aufgrund des Charakters der Anlage wird eine Datierung in das 9./10. Jahrhundert vermutet. Der Autor Schultz weist sie als eine Flieh- und Fluchtburg, eine Ringwallanlage, aus, die vermutlich zu einer kleineren Grundherrschaft gehörte. Sie gilt als der am besten erhaltene Ringwall im Braunschweiger Land. Der gute Erhaltungszustand beruht auf der Lage in einem Waldgelände.
Hinsichtlich der Wortherkunft wird angenommen, dass es sich um eine Abwandlung eines Orts- oder Bachnamen Schabeke handeln kann. Ferner bedeutet Schalk Knappe. Da aber der zweite Namen Schalkerburg ist, schließt Schultz dies aus.

## Literatur

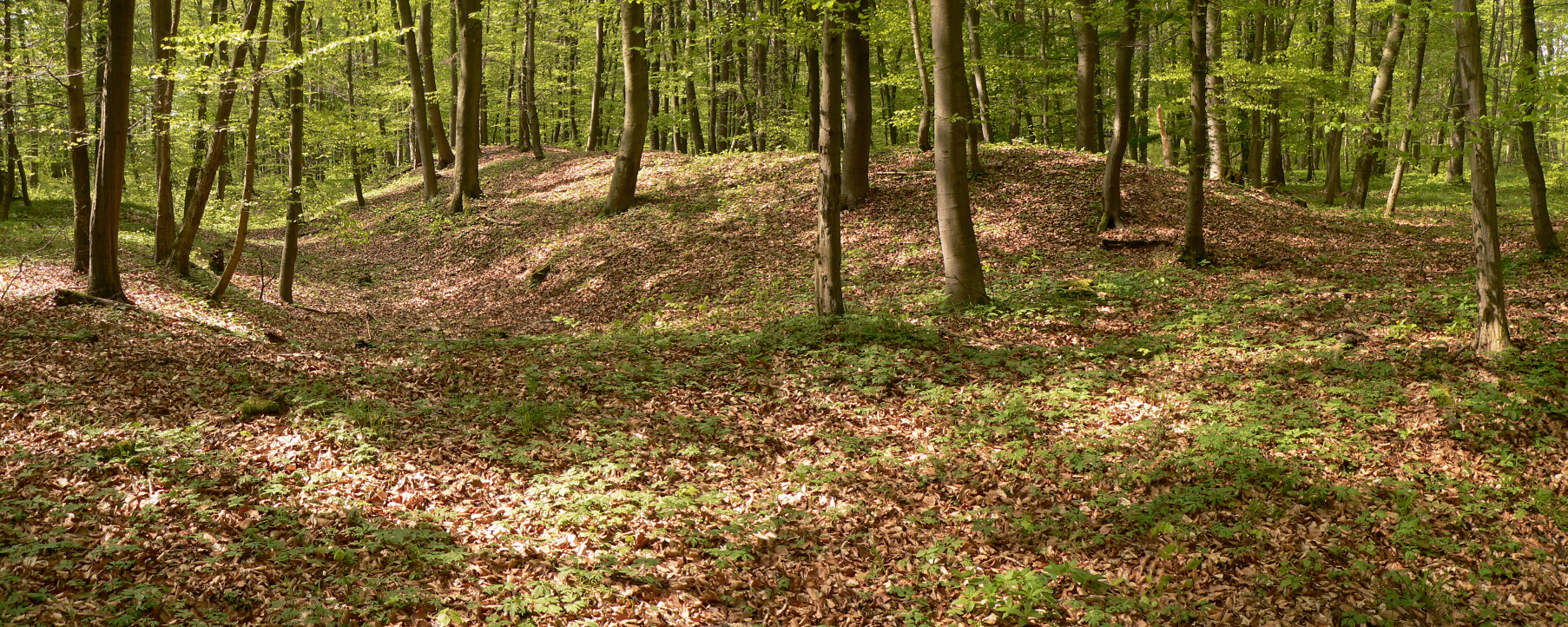
Graben, Wall, Walllücke und Erdbrücke

## Einzelnachweis
1. ↑  Schultz: Schalksburg, S. 8 (siehe Literatur)